# Ngòi Lạt
Ngòi Lạt là một con sông đổ ra Sông Đà. Ngòi Lạt chảy qua các tỉnh Phú Thọ, Hoà Bình .
Sông có chiều dài 37 km và diện tích lưu vực là 224 km² .

## Chỉ dẫn
1. ↑  Trong tiếng Việt thì "Ngòi" có nghĩa là sông, suối.